# Salto nel vuoto
Salto nel vuoto è un film del 1980 diretto da Marco Bellocchio.
Presentato in concorso al 33º Festival di Cannes, è valso ad Anouk Aimée il premio per la migliore interpretazione femminile ed a Michel Piccoli il premio per la miglior interpretazione maschile.

## Trama
Marta Ponticelli è stata a lungo una figura materna per suo fratello Mauro, un magistrato, ma, con la vecchiaia che si avvicina, la donna inizia ad avere dei notevoli scompensi psichici, tanto da considerare addirittura di togliersi la vita. La cosa preoccupa molto Mauro, il quale però è anche molto preso dal suo lavoro ed è a sua volta complessato dalla sua vita ai limiti dell'eremitismo.
Un giorno, Mauro fa conoscere a Marta un suo imputato, Giovanni, un istrionico giovane attore con precedenti penali, il quale stringe un forte rapporto con la sorella del giudice, portandola spesso fuori con lui. Mauro inizia a maturare una perversa gelosia nei confronti della sorella e, sentendosi addirittura tradito, sogna di poterla uccidere spingendola dalla finestra di casa loro. Temendo che stando vicino a Giovanni, Marta possa sperperare ingenti somme di denaro, Mauro ordina un mandato di arresto nei confronti del giovane, il quale, dopo aver vandalizzato lo studio di Mauro, fugge lontano.
L'amicizia con Giovanni ha restituito sicurezza a Marta, che decide di lasciare la casa del fratello. Resosi conto che Marta ha conquistato un'autonomia che lui mai aveva sperato potesse ottenere, Mauro perde completamente la sua lucidità e si suicida gettandosi dalla finestra di casa sua, nel modo in cui aveva immaginato di sbarazzarsi della sorella.

## Produzione
Il film è stato girato a Roma in studio e in esterni dal 23 aprile al 28 giugno 1979.

## Accoglienza
La sceneggiatura del film è stata pubblicata nell'estate del 1980 dall'editore Feltrinelli in collaborazione con l'Aiace di Torino. L'introduzione è di Alberto Barbera e Gianni Volpi. Il volume contiene un saggio di Massimo Fagioli scritto al tempo in cui il regista frequentava di seminari intitolato Una storia una ricerca un flim.
Nell'estate del 2000 nell'ambito del Premio Fiesole ai Maestri del Cinema, alla scheda di presentazione del film viene fatta un'analisi del giudice Ponticelli, la cui incapacità affettiva nei riguardi della realtà emergeva anche dal rapporto che questi ha con Sonia l'amante, in questi termini: «La vita orgiastica di Sciabola affascina il giudice, che vorrebbe possedere la capacità dell'uomo di incidere sulla realtà: agire, sentire la vita. Come il pubblico ministero della Condanna, colui che è chiamato a giudicare trova nel presunto colpevole l'altro da sé e insieme la figura ideale con cui identificarsi.  Ma l'identificazione è impossibile: e il giudice sprofonda nel vuoto».

## Riconoscimenti
- 1980 - David di Donatello
  - Miglior regista a Marco Bellocchio
- 1980 - Festival di Cannes
  - Migliore interpretazione femminile a Anouk Aimée
  - Miglior interpretazione maschile a Michel Piccoli
  - Candidatura Palma d'oro a Marco Bellocchio